# Departamento Malargüe
El departamento de Malargüe es el más meridional de los 18 en los que se divide la provincia de Mendoza, Argentina, siendo su capital de nombre homónimo.

## Toponimia
El nombre "Malargüe" es una derivación de las palabras mapuches "malal" —barda, especie de corral que aprovechaba pequeñas elevaciones del terreno rodeadas por un corte, donde se encerraban animales— y "hue" (lugar).

## Historia

### Antecedentes

#### Pueblo originario y época colonial
La zona fue habitada desde tiempos prehispánicos por diferentes grupos de cazadores y recolectores. Al momento de la llegada de los españoles la región estaba poblada por diferentes grupos de puelches, y después de 1770, también por huiliches y pehuenches.
La zona fue explorada en diciembre de 1552 por Francisco de Villagra con sus setenta hombres a caballo.

#### Consecuencias de la última batalla de la independencia chilena
El brigadier argentino Antonio González Balcarce quien fuera el nuevo comandante del Ejército de los Andes desde el 26 de diciembre de 1818, durante la Segunda campaña al sur de Chile, triunfaría en la Batalla del Biobío el 19 de enero de 1819. A partir de este momento, los criollos realistas Pincheira pasarían al lado oriental de la cordillera, dando comienzo a lo que posteriormente se llamaría “Guerra a Muerte”.
Desde entonces sus aliados mapuches boroanos comenzarían a dominar las rutas de circulación de ganados y bienes, y a partir del cual realizarían sus correrías alcanzando el norte de la Patagonia nominalmente argentina y a las provincias rioplatenses de Mendoza, San Luis, Córdoba, Santa Fe y Buenos Aires que desde 1820 se había anexado la Comandancia de Patagones a su jurisdicción, también asediada por los mismos aborígenes. Los grandes caciques residirían en los enclaves estratégicos de Leuvucó, Salinas Grandes, Caleufú, entre otros lugares, disputando esas tierras a los ranqueles y a los originarios querandíes —prácticamente extintos— y pampas viejos, hasta mixogenizarlos por completo ya que en sus invasiones asesinaban a los hombres y secuestraban a sus mujeres.
De esta manera también se formarían establecimientos en el valle de Varvarco, en las lagunas de Epulafquen en donde tendrían un fortín y una aldea poblada por miles de habitantes, además de otros puntos a ambos lados de la cordillera de los Andes, como los establecimientos de «Butalón» ubicado en la orilla norte del arroyo Malal Caballo (un afluente oriental del curso superior del río Neuquén), el de «Roble Huacho» ubicado del lado occidental cordillerano —al noroeste de las lagunas antes citadas, sobre la orilla izquierda del río Ñuble y enfrente de la desembocadura del arroyo Chureo— y el de «Atuel» en las juntas del homónimo y el río Salado —a 20 km sursudeste de la actual localidad de El Sosneado, en el departamento mendocino de Malargüe— convirtiéndose estos en los cinco reductos utilizado por estos seis hermanos cuatreros realistas chilenos y por algunos caciques pehuenches y huiliches aliados.
Posteriormente poseyeron en este territorio nominal mendocino otros refugios como «El Manzanito», «Payén Matru» y «Jirones», y en las llanuras pampeanas (de la actual provincia homónima), tenían otros dos: uno en Chical Co —a 60 km oesudoeste de la actual localidad de Algarrobo del Águila— y otro llamado Limay Mahuida (ubicado en el futuro departamento homónimo). Estos serían vencidos por el gobierno chileno el 14 de enero de 1832, luego de la Batalla de las lagunas de Epulafquen.

#### Lenta infiltración chilena en territorio nor-patagónico rioplatense
Hacia 1842, durante la presidencia del chileno Manuel Bulnes, la zona de Varvarco —en la región norte de la actual provincia argentina de Neuquén— se convertiría en un centro importante de cría de ganado vacuno, donde los indígenas pehuenches ya araucanizados hacia principios de siglo, arrendaban tierras cobrando un canon a ganaderos de la vecina república que usaban asimismo el lugar para engordar el ganado en la región, aquel que les vendían los mapuches boroanos productos de malones a las estancias pampeanas argentinas, y así poder cruzarlos a través de la cordillera de los Andes. Pasaría a ser el único centro poblado por blancos en la vertiente oriental cordillerana y al sur del Cuyo pero mantenido por un país extranjero.

### Fortín de Malalhue y Villa del Milagro
Para evitar el avance chileno y su alianza con caciques locales, en 1846, el capitán Juan Troncoso erigió el «Fortín Malalhue» y el nuevo gobernador mendocino Pedro Pascual Segura transfería poco tiempo después al coronel Juan Antonio Rodríguez, como premio a los servicios prestados al gobernador antecesor José Félix Aldao, unos campos fiscales llamados «Terrenos de la Cordillera» —actual Valle Hermoso— y los campos de El Chacay —en donde ocurriera lo que se conoce como Masacre o Tragedia homónima del 11 de junio de 1830— quien fuera el comandante de la Frontera Sud y que fundara al año siguiente la «Villa del Milagro», entre el río Malargüe y el arroyo El Chacay. Rodríguez recién informaría este segundo hecho al gobierno central el 1.º de octubre de 1847, al mismo tiempo que mandaba a realizar en la misma fecha el primer censo y padrón de la zona de su jurisdicción, contando la villa neofundada con 120 habitantes.
Al exigir refuerzos al nuevo gobernador mendocino Alejo Mallea en 1848, luego de la amenaza chilena que se había pronunciado a favor de sus arrendatarios compatriotas al este cordillerano de la zona de Varvarco, y al negárselos, se rebelaría en su contra. En diciembre del corriente, dicho gobernador lo declararía de forma injusta como oficialmente insurrecto al coronel Rodríguez, requiriendo los auxilios del gobernador sanjuanino Nazario Benavídez, el cual marcharía con su ejército y al apresarlo, le ofrecería el indulto a cambio de que depusiera las armas. Rodríguez lo aceptó pero poco tiempo después volvería a ponerse en contra de Mallea al ordenarle el abandono de la avanzada mendocina sureña, por lo que Benavídez esta vez marcharía rápidamente a confrontarlo, venciéndolo en el combate de Coihueco, siendo Rodríguez detenido y llevado a San Rafael, en donde sería ejecutado. Con el tiempo y por falta de defensas, el fortín y la villa serían gradualmente abandonados. Por ley del 23 de enero de 1860, ordenaba la restitución de los bienes y propiedades a la viuda del coronel y a su hijo Ulises Rodríguez.
Luego de veinte años de dejadez por parte del gobierno mendocino, en el año 1870, los nuevos propietarios del arruinado fortín pasarían a restaurarlo para servir nuevamente de defensa ante los malones. Cerca del mismo, en 1875, el teniente coronel Rufino Ortega a quien el año anterior se le diera el usufructo del campo El Chacay y además de ser propietario de la estancia «Cañada Colorada», fundaría un molino harinero.

### Fuerte General San Martín
En 1876, el general Julio A. Roca quien fuera en aquel tiempo jefe de Fronteras, ordenaría al teniente coronel Luis Tejedor construir otro fortín a 25 km al norte del anterior, en el paraje El Alamito que se ubicaba al sur del río Atuel cercano a la confluencia con el río Salado, sobre el camino entre el cerro Coihueco y el arroyo El Chacay, y dándole el nombre de «Fuerte General San Martín» —actualmente es más conocido por el nombre del paraje, como «Fortín El Alamito»— en el cual solo permanecería hasta diez días dejando como encargado del mismo al sargento mayor Saturnino Torres y una dotación de cinco oficiales y ciento cincuenta soldados. Luego Tejedor pasaría a las salinas de Nihuil para fundar un pequeño fortín dotándolo de un oficial y dieciséis soldados.
El fortín El Alamito o más bien el «Fuerte General San Martín», presentaba varias habitaciones con ventanas y techo de paja, y puertas de madera lisa; las habitaciones tenían incorporada una letrina. También había algunas cuadras para los caballos y un hospital que constaba de tres cuartos y una cocina. En cuanto al armamento pesado, solo habría cuatro cañones, además de poseer un mangrullo para divisar mejor al enemigo, estando todo rodeado por una empalizada. Consecuentemente, de este dependían algunos otros más pequeños que desaparecerían con el tiempo, como el «Fortín de Las Juntas» —en el paraje aborigen de Trafman o Lomas Negras, ubicado en donde se unen los ríos Salado y Atuel, cerca del antiguo real refugio pincheirista de «Atuel», y que actualmente sea una localidad rural— y el «Fortín Nihuil» (en este último surgiría una villa, en 1912, por mandato del entonces gobernador mendocino Ortega Molina que era el propietario de la estancia anteriormente citada).

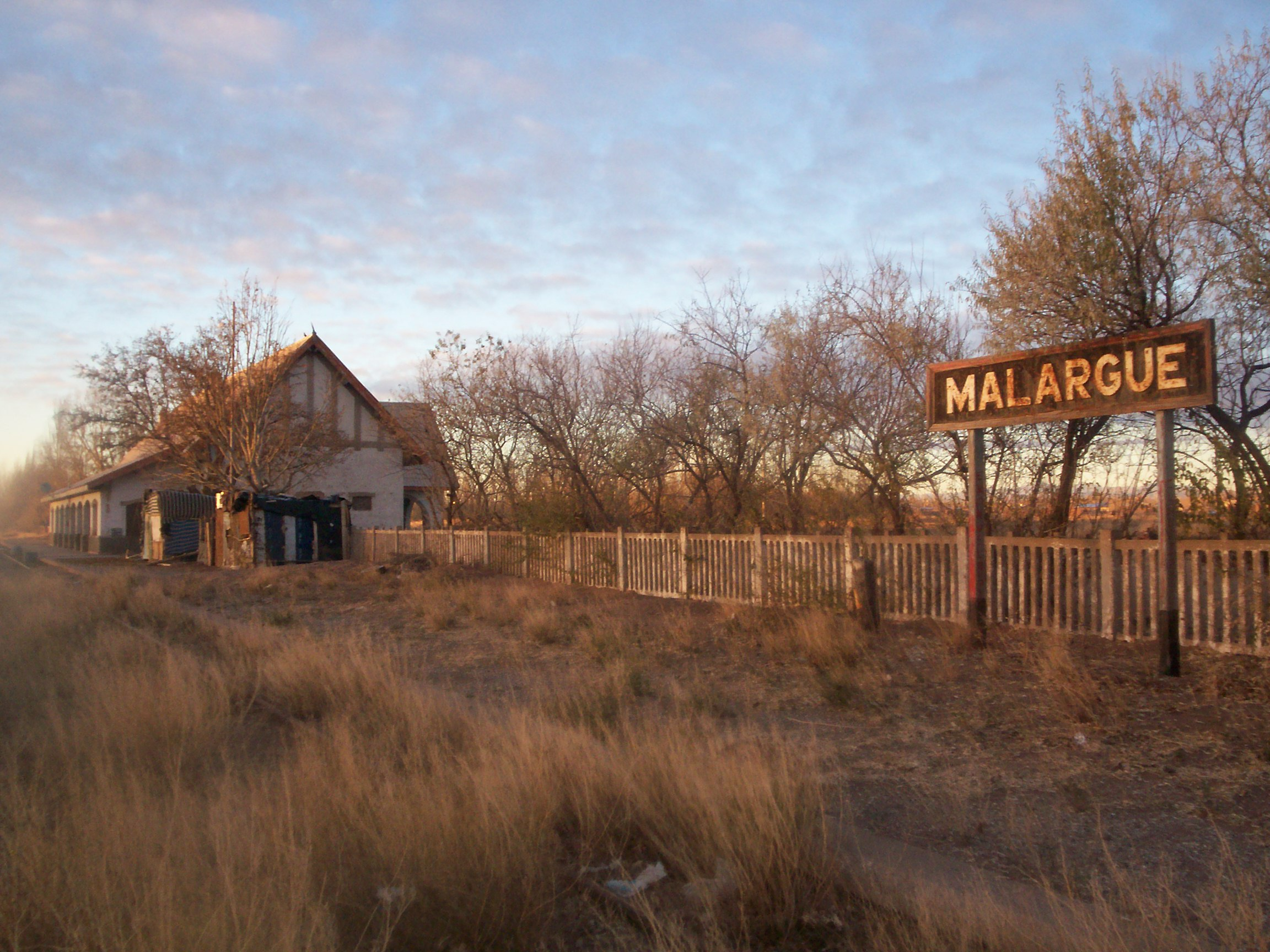
Estación Malargüe, FFCC San Martín.

### Conformación departamental y Villa de Malargüe
El 30 de abril de 1877, la Legislatura de Mendoza creaba el departamento de Malargüe, en un área desértica con población de mayoría aborigen no sujeta al control estatal y que el gobierno nacional reclamaba como propio.
En el marco de la Campaña del Desierto, el 21 de abril de 1879, partiría desde el «Fuerte General San Martín» la IV División al mando del teniente coronel Napoleón Uriburu, con los Regimientos 7 y 12 de Caballería, el batallón Nueva Creación, una batería de Artillería de Montaña, primera y segunda compañía de Guardias Nacionales de Caballería y un
cuerpo de médicos y otro de ingenieros, sumando un total de 941 efectivos.
La expedición científica del coronel Manuel José Olascoaga, presenciaría en septiembre de 1881 el último gran malón indígena, conformado en su mayoría por mapuches boroanos, a la estancia de Day y Zapata en el territorio de Malalhue, y escribiendo acerca de las correrías en esta zona que supuestamente había sido librada de ellos, comentaba que "las nuevas estancias en la zona eran un aliciente para los ataques". De esta manera, los mapuches prendieron fuego al llamado «Fuerte Malalhue» y los once ocupantes del fortín perecerían carbonizados, siendo estos los oficiales y algunos soldados que lo custodiaban, además de una mujer y varios niños.
El 16 de enero de 1886, se fundó por decreto la «Villa de Malargüe» sobre la base del fortín «El Alamito», nombre que fue cambiado en virtud de otro decreto del 17 de mayo de 1887 por el de «Villa Coronel Beltrán», al igual que el del departamento, en homenaje al sacerdote que fuera jefe de la maestranza del Ejército de los Andes del general José de San Martín.
Posteriormente, por ley del 26 de mayo de 1892, durante la gobernación de Deoclecio García, se anulaba el «Departamento Coronel Beltrán» que ya llevaba quince años de existencia y cinco con el nuevo nombre, integrándose el territorio como un distrito del entonces «Departamento 25 de mayo», nuevo nombre del de San Rafael, conformándose de esa manera este último, con el departamento mendocino de Malargüe y del futuro departamento General Alvear que lograría su propia administración en 1918.

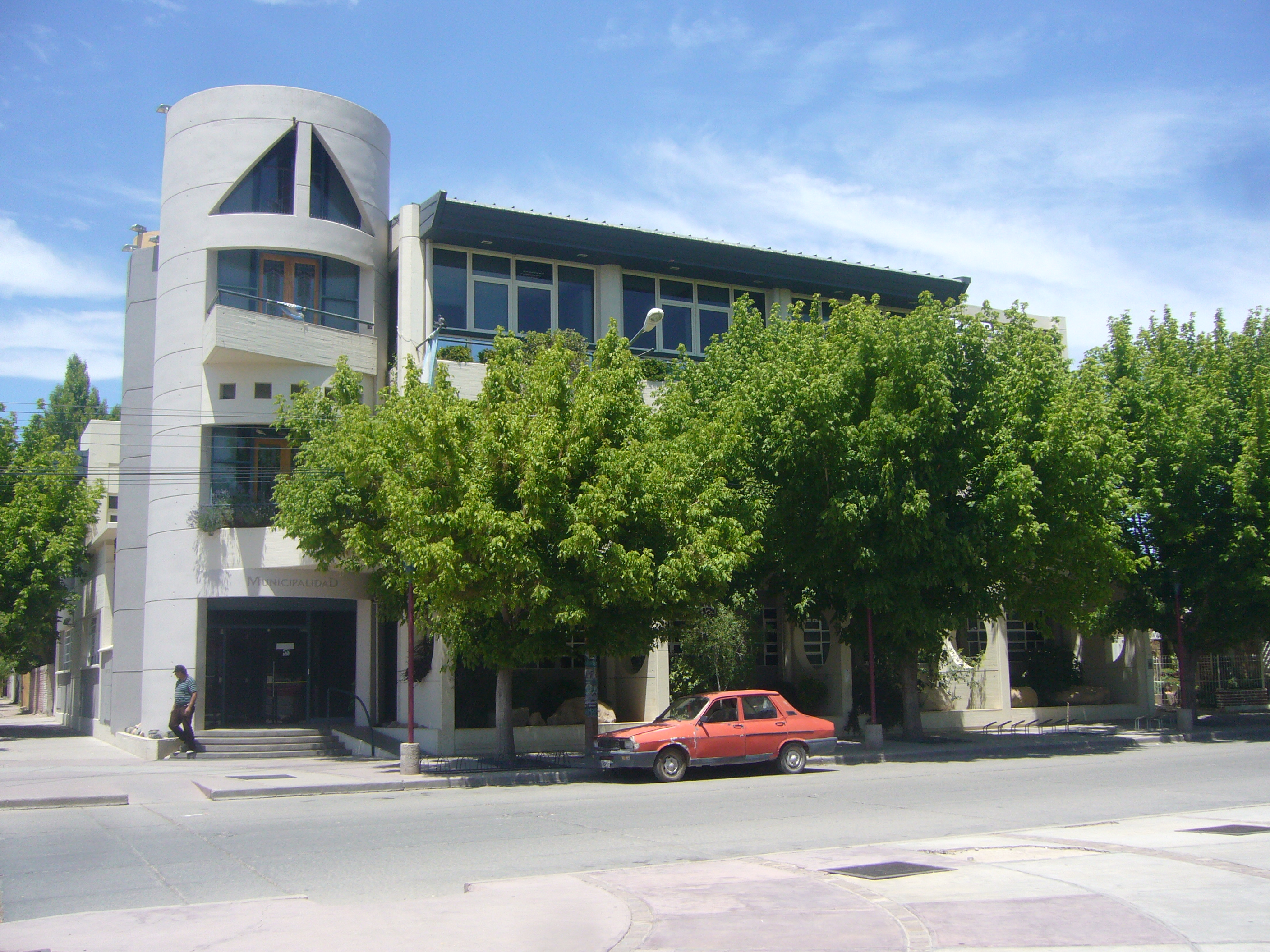
Municipalidad de Malargüe.

Por la Ley provincial n.º 1.937 del 16 de noviembre de 1950, ejerciendo el gobierno provincial Blas Brisoli, fue restablecido nuevamente pero con nombre diferente, denominándose Departamento Presidente Tte. Gral. J.D.Perón que sería cambiado por el original y actual, luego de la autodenominada Revolución Libertadora de 1955, renombrándolo departamento Malargüe.

## Geografía

### Superficie y límites
Limita al norte y noreste con el departamento de San Rafael, al este con la provincia de La Pampa, al sur y sudoeste con la provincia de Neuquén y finalmente al oeste, con la República de Chile. El departamento tiene una extensión de 41 317 kilómetros cuadrados, lo que lo convierte en el más grande de la provincia de Mendoza y el segundo departamento más extenso de la Argentina, por detrás del Departamento Deseado, perteneciente a la provincia de  Santa Cruz

### Población
Según el censo del INDEC en 2010 la población arrojó un resultado de 27 660 habitantes.
Para el censo 2022 el departamento registró 32 717 habitantes; lo que representó un aumento en la cantidad de personas del 18,3% mayor que el crecimiento poblacional provinciala situado en 17,5%. Estos datos le valieron al departamento tener la tercera menor población y la densidad poblacional más baja de la provincia.

### Fisiografía y ecología
Aunque integrante de la región de Cuyo, el departamento de Malargüe se caracteriza por sus inviernos particularmente fríos ya que su área occidental corresponde a la cordillera de Los Andes, mientras que el resto del territorio es una vasta extensión de penillanuras, mesetas y serranías en las cuales predomina el clima desértico y semidesértico típicos de la Patagonia Oriental Extraandina y el Comahue; este clima es en temperaturas netamente continental, existiendo vegas, mallines y oasis en las zonas humectadas por los ríos (que generalmente discurren en el fondo de grandes "cañones" y forman cascadas), arroyos o las humectadas subterraneamente por acuíferos y napas freáticas, así entre médanos puede aparecer un boscaje verde de alpatacos.
La región volcánica de Payunia es un conjunto de mesetas y planicies elevadas de origen volcánico, cuencas endorreicas, depresiones, salinas y médanos, con afloramientos basálticos y escasa vegetación, que recibe su nombre del volcán Payún de 3680 m s. n. m.

### Clima
El clima es en general seco y fresco aunque con fuerte heliofania, esto da lugar a una flora de bosques de coníferas y estepas, los bosques se encuentran principalmente en algunos sitios húmedos de las laderas andinas teniendo como principal ejemplar al lipain (cedro patagónico) y el límite norte del pehuen o araucaria araucana, las estepas se hallan naturalmente recubiertas por una vegetación tipo tussok (o tussacs) de vegetales xerófilos achaparrados como el neneo, el coirón, la jarilla y la verbena, entre estos biomas deambula la fauna cuyos exponentes más evidentes son el cóndor, el puma, el guanaco, el choique, el culpeo, los chinchillones, los lagomorfos o cavidae (o liebres patagónicas ) llamados mara mayor y mara menor, mientras que en las lagunas se encuentran abundantes los flamencos y los cisnes de cuello negro entre otros ejemplares de fauna autóctona. También se encuentran jabalíes y diversas especies de ciervos.

### Sismicidad
La sismicidad del área de Cuyo (centro oeste de Argentina) es frecuente y de intensidad baja, y un silencio sísmico de terremotos medios a graves cada 20 años.
Sismo de 1861aunque dicha actividad geológica catastrófica, ocurre desde épocas prehistóricas, el terremoto del 20 de marzo de 1861 (164 años) señaló un hito importante dentro de la historia de eventos sísmicos argentinos ya que fue el más fuerte registrado y documentado en el país. A partir del mismo la política de los sucesivos gobiernos mendocinos y municipales han ido extremando cuidados y restringiendo los códigos de construcción. Y con el terremoto de San Juan de 1944 del 15 de enero de 1944 (81 años) el gobierno sanjuanino tomó estado de la enorme gravedad sísmica de la región.
Sismo del sur de Mendoza de 1929muy grave, y al no haber desarrollado ninguna medida preventiva, mató a 30 habitantes
Sismo de 1985fue otro episodio grave, de 9 segundos de duración, llegó a derrumbar el viejo Hospital del Carmen (Godoy Cruz).

## Religión
| Religión en Malargüe (2019) | Religión en Malargüe (2019) | Religión en Malargüe (2019) | Religión en Malargüe (2019) | Religión en Malargüe (2019) |
| --------------------------- | --------------------------- | --------------------------- | --------------------------- | --------------------------- |
|                             |                             |                             | %                           |                             |
| Católicos                   | Católicos                   |                             | 78.1 %                      | 78.1 %                      |
| Sin religión                | Sin religión                |                             | 14.2 %                      | 14.2 %                      |
| Protestantes                | Protestantes                |                             | 9.4 %                       | 9.4 %                       |
| Otros                       | Otros                       |                             | 0.3 %                       | 0.3 %                       |

Los católicos representan a una notable mayoría de malargüinos, con el 78% de fieles. Muy por detrás, con un 14%, le siguen los ateos, agnósticos y gente que cree en algún Dios pero que no profesa ninguna religión en particular.

## Economía
La actividad económica tradicional del departamento es la cría extensiva de ganado caprino. Malargüe es famosa por sus chivitos, los cuales son exportados a otros departamentos y a otras provincias.
La actividad minera tuvo su época de auge en los años 40s hasta los 70s. A partir de esa década comenzó el auge de la actividad petrolera, que, aunque con importantes altibajos, aún hoy representa el principal ingreso del departamento. Malargüe es el principal productor de petróleo de la provincia. Sobre todo a partir de la década de 1990, el turismo se ha transformado en una de las actividades más dinámicas.

## Turismo

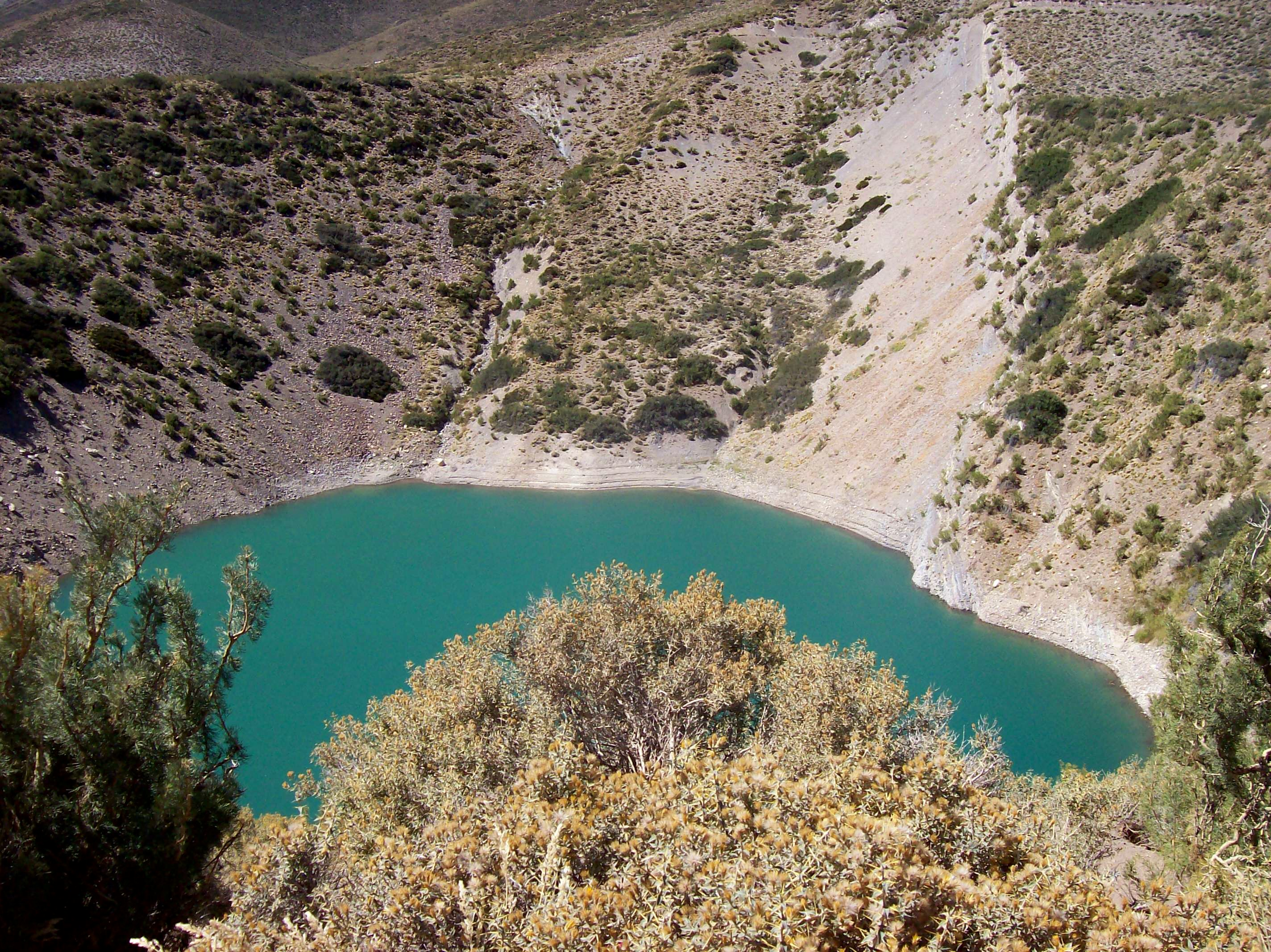
Primer Pozo de las Ánimas, cerca de Los Molles.

La región abarcada por el departamento de Malargüe se caracteriza por la extraordinaria cantidad de espectaculares o impresionantes paisajes con atractivos de turismo de aventura, montañismo, parapentismo, ráfting, kayakismo, safari espeleología, balnearios termales, cabalgatas gauchas etc.:

Entre estos cabe hacer mención de los siguientes: Castillos de Pincheira, Laguna Llancanelo, Pozo de las Ánimas, Cueva del Tigre, Cueva de las Brujas, el Claro Blanco (bosque petrificado), La Pasarela, la Reserva Provincial El Payén, el Valle Hermoso, la Laguna de la niña encantada, Manqui Malil (cascadas y relictos paleontológicos), las Termas del Azufre, las Termas Valle Hermoso y del Sosneado, el valle del Cari Lauquen (o Laguna Negra) etc.
En el se halla el Centro de Esquí y de deportes de invierno Las Leñas, considerado uno de los más importantes de la Argentina, ya que contribuye al desarrollo turístico de la provincia de Mendoza, convocando cada invierno la afluencia de turistas de todo el mundo, incluidas las restantes provincias argentinas.
La zona de Valle Hermoso está ubicada a 95 km de la capital del departamento y a unos 21 km del Valle de Las Leñas. Es uno de los paisajes más emblemáticos en la región tanto por su belleza como por su riqueza arqueológica. Cuenta con lagunas donde se realizan algunas actividades acuáticas, tales como canoa, kayak y pesca y en la costa hay servicios de camping, glamping, restaurantes, cabalgatas, alquiler de bicicletas y servicios de guías. También se pueden disfrutar caminatas o cabalgata hacia los pozos de aguas termales.
Malargüe tiene como referente la "Fiesta del Chivo", en cuya realización se lleva a cabo la elección de la reina departamental, para el evento de la Fiesta Nacional de la Vendimia, que se realiza todos los años en esta provincia.

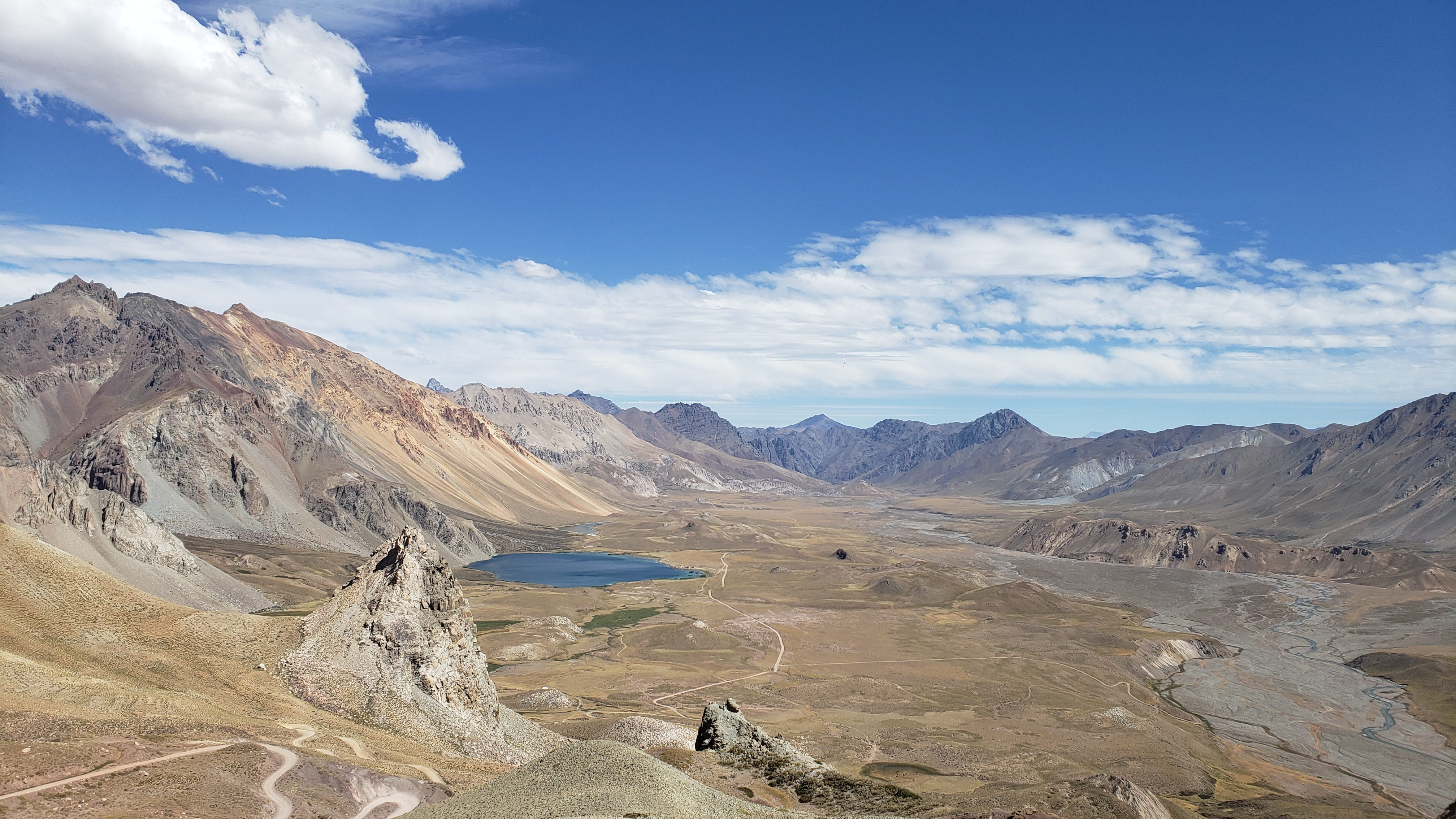
Valle Hermoso, Malargüe

## Observatorios espaciales

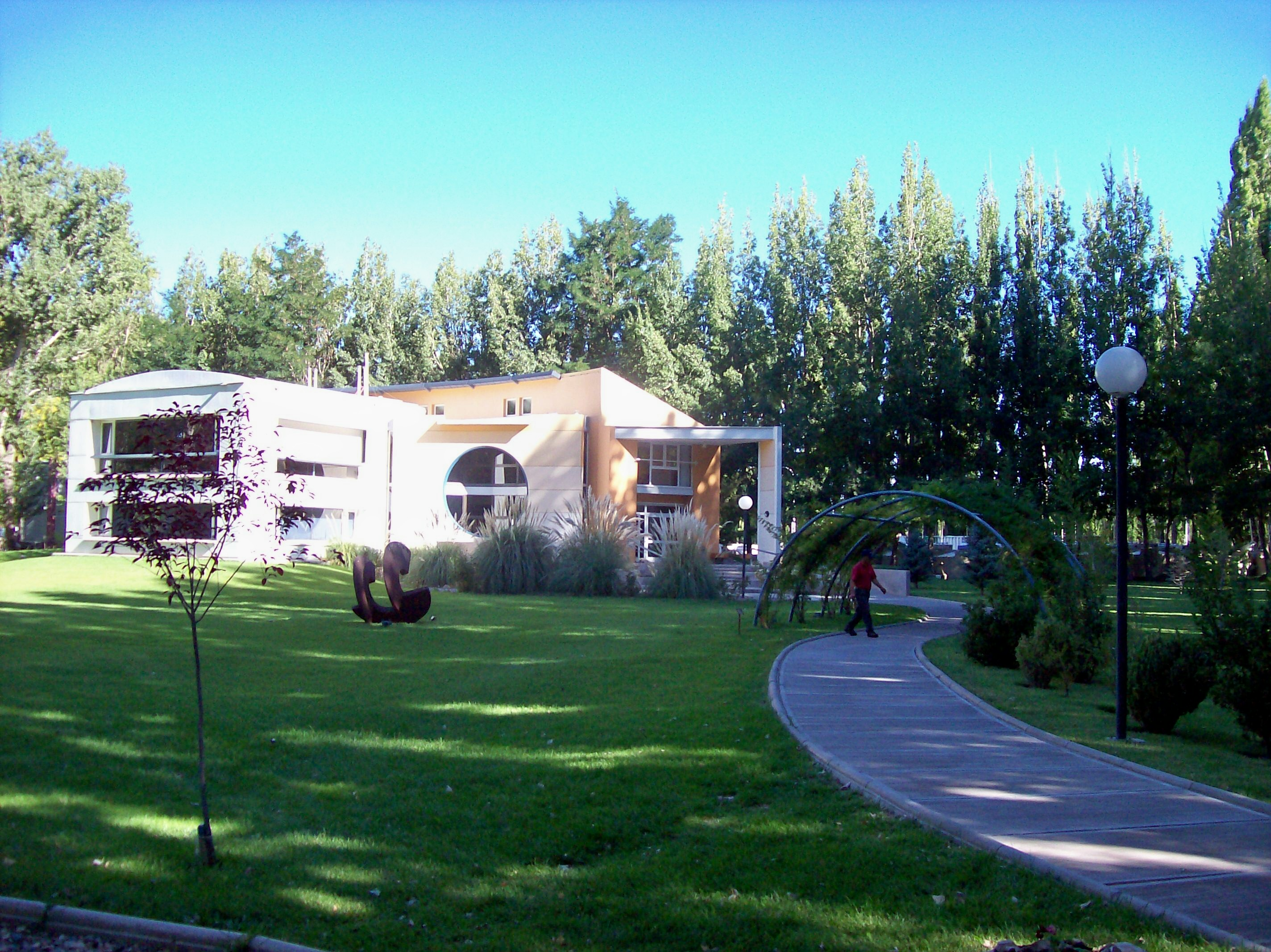
Observatorio Pierre Auger

En la capital del departamento se halla el emplazamiento del Observatorio Pierre Auger. Se encuentra en Pampa Amarilla y se trata de un experimento internacional de física de astropartículas que busca el origen y naturaleza de los rayos cósmicos ultra energéticos.
También se encuentra (a 50 kilómetros al sur de la ciudad de Malargüe) la estación DSA 3 o Antena de Espacio Profundo 3: una estación terrestre por satélite ESTRACK para la comunicación con las naves espaciales en el espacio profundo. Alberga una antena de 35 m de diámetro con transmisión y recepción en banda X y recepción en banda Ka; y está situada a 1550 m sobre el nivel del mar.